# Boiry-Sainte-Rictrude
Boiry-Sainte-Rictrude – miejscowość i gmina we Francji, w regionie Hauts-de-France, w departamencie Pas-de-Calais.
Według danych na rok 1990 gminę zamieszkiwało 469 osób, a gęstość zaludnienia wynosiła 81 osób/km² (wśród 1549 gmin regionu Nord-Pas-de-Calais Boiry-Sainte-Rictrude plasuje się na 802. miejscu pod względem liczby ludności, natomiast pod względem powierzchni na miejscu 612.).